# Raoul Carré
Pour les articles homonymes, voir Carré (homonymie).
Raoul Carré, né Louis Paul Raoul Carré le 23 octobre 1868 à Montmorillon (Vienne)  et mort le 2 octobre 1933 à Paris, est un peintre français.

## Biographie
Élève de Jean-Léon Gérôme et de Luc-Olivier Merson, on lui doit essentiellement des vues de Martigues, de Corse, de Provence, du Vaucluse et du Poitou qu'il exposa entre autres, au Salon des artistes français,(dont il deviendra sociétaire) au Salon d'automne, au Salon des indépendants, Salon des Tuileries et au Salon d'hiver où il montra en 1929 les toiles Le Pont Benézet (Avignon), Port de Calvi et Les Baigneuses. Il exposa également en compagnie de Jehan Berjonneau à l'Atelier français, à Paris, en mars 1929.

## Œuvres dans les collections publiques
- Bordeaux, musée des Beaux-Arts de Bordeaux[3].
- Grenoble, musée de Grenoble[4].
- La Rochelle, musée d'Orbigny-Bernon[5]
- Marseille, musée Cantini[6].
- Montmorillon, musée d'Art et d'Histoire de Montmorillon[7].
- Nantes, musée d'Arts de Nantes[8].
- Poitiers, musée Sainte-Croix[9].
- Paris, musée d'Orsay[10].
- Rouen, musée des Beaux-Arts de Rouen[11].
- Vannes, musée de la Cohue
- Alençon, muséedes Beaux-Arts et de la Dentelle